# Donji Nikšić
 Donji Nikšić  falu Horvátországban, Károlyváros megyében. Közigazgatásilag Szluinhoz tartozik.

## Fekvése
Károlyvárostól 38 km-re délre, községközpontjától 5 km-re északnyugatra, a Kordun területén a Korana jobb partján fekszik.

## Története
Határában a Šušnjari nevű helyen már a 18. században szőlőhegyek voltak, ahol szüret idején mindig nagy nyüzsgés és vidámság volt. Egy kápolnát is építettek ide, melyet 1768-ban Mihovil Radočaj cvitovići plébános említ először. A kápolnánál minden év Szent Mihály napján misét utána pedig szüreti mulatságot tartottak, ahová a környék hívei is elzarándokoltak, de jöttek Zágrábból és Károlyvárosból is. A 19. századi filoxéra járvány idején a szőlők nagyrészt kipusztultak, de a kápolna megmaradt. Az épületet a honvédő háború idején a területet elfoglaló szerbek megrongálták, de a háború után a hívek helyreállították.
A falunak 1857-ben 249, 1910-ben 483 lakosa volt. Trianonig Modrus-Fiume vármegye Szluini járásához tartozott. 2011-ben 192 lakosa volt.

## Lakosság
| Lakosság változása | Lakosság változása | Lakosság változása | Lakosság változása | Lakosság változása | Lakosság változása | Lakosság változása | Lakosság változása | Lakosság változása | Lakosság változása | Lakosság változása | Lakosság változása | Lakosság változása | Lakosság változása | Lakosság változása | Lakosság változása |
| ------------------ | ------------------ | ------------------ | ------------------ | ------------------ | ------------------ | ------------------ | ------------------ | ------------------ | ------------------ | ------------------ | ------------------ | ------------------ | ------------------ | ------------------ | ------------------ |
| 1857               | 1869               | 1880               | 1890               | 1900               | 1910               | 1921               | 1931               | 1948               | 1953               | 1961               | 1971               | 1981               | 1991               | 2001               | 2011               |
| 249                | 280                | 355                | 386                | 493                | 483                | 439                | 510                | 584                | 541                | 606                | 620                | 724                | 629                | 243                | 192                |

## Nevezetességei
Mihály arkangyal tiszteletére szentelt kápolnája a szőlőhegyen a 18. században épült.